# 2023年12月河南宁陵初中生坠楼事件
2023年12月24日，中华人民共和国河南省商丘市宁陵县育华园学校一名杨姓初二学生在校内坠楼身亡。死者亲属对其死因表示质疑，于27日到学校门口抗议，之后事态升级，引发了当地民众聚集抗议与社会广泛关注。

## 背景
宁陵县育华园学校，2022年之前名为“宁陵县清华园学校”，是中国河南省商丘市宁陵县的一所集小学、初中为一体的全封闭、全寄宿的民办学校，是宁陵县委县政府2018年重点招商引资项目。
涉案杨姓学生系宁陵县程楼乡杨楼村人，就读于该学校。

## 案发经过
据宁陵县联合调查组的通报所述，2023年12月24日早晨6时04分，该校值班副校长在例行巡查时，发现学生公寓1号楼前有一身穿草绿色绒衣与深蓝色运动裤者侧卧在地上。在对其反复呼唤与轻拍肩膀无反应后，副校长与宿舍管理员于6时05分拨打了120急救电话和110报警电话。随后，宁陵县中医院医务人员和公安出警人员先后到达现场。医务人员立即对患者开展现场检查和诊断，最后确认其已无生命体征，当场确认死亡并告知校方。6时39分，医务人员离开学校。经现场辨认，死者系该校七年级（三）班的学生杨某某。在公安机关现场勘查后，死者遗体被送至宁陵县人民医院太平间。6时45分，七年级（三）班班主任打电话告知了死者祖父杨某善。

## 质疑
死者家属下午三点多见到遗体后，发现“死者浑身都是伤”，怀疑其长期遭受校园暴力，并怀疑学校掩盖真相，要求提供监控视频和相关证据，但遭校方拒绝。
死者爷爷称“孩子身上有明伤”，怀疑是被人殴打，并表示孩子平常性格开朗，不认可其自杀的说法，希望学校查明真相，“还孩子一个公道”。
死者堂姐称“弟弟手上被螺丝刀贯穿，腿上瘀青，伤口甚至露着骨头，学校却坚称弟弟是自己跳楼”，并表示弟弟性格一直很好，想不通为什么会这样。

## 调查结果
12月27日，宁陵县联合调查组发布通报称，通过调取监控、走访调查、现场勘验、市县两级法医检验，以及死者生前两封遗书内容，公安机关认定杨某某为高空坠亡，排除刑事案件。

## 抗议
12月27日，死者家属在事发学校门外摆放花圈，手捧孩子照片维权，要求彻查真相，现场聚集了大量围观民众。死者的爷爷、奶奶、父母等亲属在学校门口摆放死者的遗像和遗体照片，以及写有“还我孩子”字样的横幅，并高喊“学校老师杀死学生”等口号。大量当地居民前往现场献花，并质疑政府匆忙为事件定性是为了维稳。次日事态升级，更多当地民众加入了示威抗议。现场示威民众达数千人，其中一部分示威者冲进校内，砸毁办公室，包围并破坏校领导的黑色轿车，殴打校长并要求其下跪；另一部分示威者在县政府大院前抗议，冲倒自动门涌入院内，迫使宁陵县长栗团结出面交涉，许多人高喊“杀人偿命”。多段视频显示，部分示威者与警方发生了激烈的肢体冲突。期间有多名民众被抓，但民众包围警车要求放人，最后赶走了警方。
随着事件的持续发酵，陆续有民众前往商丘市声援死者和家属。对此官方调动了大批特警与车辆进城，封锁了涉事区域多条的道路，并对行经的民众和交通工具进行盘查。宁陵县各地还通过微信群发布通知，要求所有民众29日不要进县城，并强调所有进城路口都管控。12月28日起，当局一度以大雾为由关闭了所有高速公路的出口，避免外来车辆进入市内。

## 最终结果
2024年1月2日，宁陵县联合调查组再次通报，重申死者系高空坠亡，排除刑事案件，并表示已尊重家属意见，不公开遗书具体内容。死者亲属也已于12月29日将其安葬，事件调查和善后处理工作已经结束。